# Xanthorhoe vidanoi
Xanthorhoe vidanoi là một loài bướm đêm trong họ Geometridae.